# 九月十五
九月十五望，农历九月第十五天。

## 大事记
- 嘉慶十八年（1813年）九月十五－－天理教癸酉之變。

林清與200名教徒偽裝商人，潛入京師，在宮廷宦官內應的幫助下，以「順天保民」、「順天開道」等旗號起事，直取紫禁城，攻入東華門、西華門...
- 关原之战

## 出生
蒋介石诞辰：据《蒋介石自述》，清光绪十三年农历九月十五午时（公历1887年10月31日），蒋介石出生在浙江省奉化县溪口玉泰盐铺楼上，属相是属猪。

## 逝世
- 崇源院：天正元年(1573年)~寬永三年(1626年)，德川幕府二代將軍德川秀忠御台所。

## 节假日和习俗
- 吳府千歲聖誕

- 朱熹夫子聖誕
- 水燈節-泰曆十二月十五日

## 其他内容
- 十斋日

## 参看
- 日历
- 九月十三 - 九月十四 - 九月十五 - 九月十六 - 九月十七
- 八月十五 - 九月十五 - 十月十五
- 正月 - 二月 - 三月 - 四月 - 五月 - 六月 - 七月 - 八月 - 九月 - 十月 - 十一月 - 腊月
- 公历9月15日